# NGC 4595
NGC 4595 (również PGC 42396 lub UGC 7826) – galaktyka spiralna z poprzeczką (SBb), znajdująca się w gwiazdozbiorze Warkocza Bereniki. Odkrył ją William Herschel 14 stycznia 1787 roku. Należy do Gromady w Pannie.